# Autostrada R7 (Kosowo)
Autostrada R7 – autostrada na terenie Kosowa. Droga nosi imię Ibrahima Rugovy i wraz z autostradą A1/SH5 w Albanii jest częścią projektu mającego połączyć Prisztinę z Tiraną i portem w Durrës. Budowa autostrady rozpoczęła się w kwietniu 2010 roku. Droga o długości 102,8 km przebiega od Prisztiny do przejścia granicznego z Albanią w Morinë. W planach jest także wydłużenie autostrady od Prisztiny do przejścia granicznego z Serbią w Merdare. 12 listopada 2011 roku oddano pierwszy, 38-kilometrowy odcinek trasy od granicy z Albanią do miasta Suva Reka. Budowa autostrady zakończyła się w 2013 roku.